# Liebstadia neonominata
Liebstadia neonominata är en kvalsterart som beskrevs av Subías 2004. Liebstadia neonominata ingår i släktet Liebstadia och familjen Liebstadiidae. Inga underarter finns listade i Catalogue of Life.